# HSG Wetzlar
Die HSG Wetzlar ist ein deutscher Handballverein aus der hessischen Stadt Wetzlar. Die erste Männermannschaft der HSG spielt seit 1998 ununterbrochen in der ersten Handball-Bundesliga, die als eine der stärksten Handballligen der Welt gilt.

## Geschichte
1904 wurde der TSV Dutenhofen und 1909 der TV Münchholzhausen gegründet. Aus den traditionsreichen Handballabteilungen dieser beiden Wetzlarer Stadtteil-Vereine wurde 1992 die Handballspielgemeinschaft Dutenhofen/Münchholzhausen gebildet, der Stammverein der HSG Wetzlar. Seit der Saison 1999/2000 startete die Bundesliga-Mannschaft des Vereins unter dem Namen „HSG D/M Wetzlar“, der im Frühjahr 2004 in „HSG Wetzlar“ geändert wurde.

### Zweite Bundesliga, Europapokal und Aufstieg in die 1. Liga
In den achtziger Jahren stieg die Mannschaft, damals noch unter dem Namen TSV Dutenhofen, in die 2. Bundesliga auf. Das Grundgerüst der Aufstiegsmannschaft bestand aus Spielern, die aus den eigenen Jugendteams kamen und mit diesen dreimal (1980, 1982 und 1984) die Deutsche Jugendmeisterschaft gewinnen konnten. Die bekanntesten Spieler dieser Zeit waren Kreisläufer Wolfgang Klimpke und Regisseur Ralf Kraft, beide seit 1973 im Verein.
Unter Trainer Rainer Dotzauer, der später ins Management wechselte, etablierte sich der Verein im oberen Tabellendrittel (5. Platz 1986/87, 3. Platz 1987/88) der 2. Bundesliga. Der Verein begann mit Verpflichtungen der ersten ausländischen Spieler, wie Dragoslav Dajović aus dem ehemaligen Jugoslawien. Bereits in der Saison 1991/92 gelang beinahe der Aufstieg in die Erstklassigkeit. Die Mannschaft um Wolfgang Klimpke, Ola Lindgren und die Zwillinge Ralf und Uwe Inderthal wurde Zweiter – aufgrund der nur um ein einziges Tor schlechteren Tordifferenz hinter der punktgleichen Eintracht Hagen.
1996 und 1997 verpasste der nun unter dem Namen HSG Dutenhofen/Münchholzhausen auftretende Verein abermals mit jeweils zweiten Plätzen nur knapp den Aufstieg. 1997 schaltete die HSG in der erstmals eingeführten Relegation zunächst den VfL Bad Schwartau aus, scheiterte letztlich aber am Bundesligisten TSV Bayer Dormagen.
1997 zog die Mannschaft als Zweitligist sensationell ins Finale des DHB-Pokals ein und musste sich dort erst dem deutschen Meister TBV Lemgo geschlagen geben. Als Vizepokalsieger erreichte die Mannschaft aber die Qualifikation für den Europapokal.
| Europapokal der Pokalsieger 1997/98                              | Europapokal der Pokalsieger 1997/98 | Europapokal der Pokalsieger 1997/98 | Europapokal der Pokalsieger 1997/98 |
| Runde                                                            | Gegner                              | Hinspiel                            | Rückspiel                           |
| ---------------------------------------------------------------- | ----------------------------------- | ----------------------------------- | ----------------------------------- |
| 1/16-Finale                                                      | Steaua Bukarest                     | 30:20 (A)                           | 27:19 (H)                           |
| Achtelfinale                                                     | Sporting Lissabon                   | 24:16 (H)                           | 26:30 (A)                           |
| Viertelfinale                                                    | Elektromos Budapest                 | 18:22 (A)                           | 22:16 (H)                           |
| Halbfinale                                                       | Lokomotiw-Polet Tscheljabinsk       | 26:13 (H)                           | 32:28 (A)                           |
| Finale                                                           | CB Cantabria Santander              | 15:30 (A)                           | 24:26 (H)                           |
| Gesamtbilanz: 10 Spiele, 6 Siege, 0 Unentschieden, 4 Niederlagen |                                     |                                     |                                     |

1997/98 errang die HSG ihren größten Erfolg, als sie nach einem Siegeszug im Europapokal der Pokalsieger bis ins Endspiel vorstoßen konnte. Dabei schaltete die HSG so namhafte Mannschaften wie Steaua Bukarest, Sporting Lissabon, Elektromos Budapest und im Halbfinale Polyot Tscheljabinsk aus. Auch wenn sie im Finale an der spanischen Mannschaft CB Santander scheiterte, schrieb die Mannschaft Handballgeschichte als erster Zweitligist in einem Europapokalfinale. Um der damaligen Europapokal-Euphorie gerecht zu werden, mussten Halbfinale und Finale nach Rotenburg verlegt werden, da in Wetzlar zu diesem Zeitpunkt noch keine Halle ausreichender Größe vorhanden war.
| Saison | Liga                | Platz | Tore      | Punkte |
| --- | ------------------- | ----- | --------- | ------ |
| 1986/87 | 2. Bundesliga Süd   | 05.   | 557:506   | 32:20  |
| 1987/88 | 2. Bundesliga Süd   | 03.   | 542:496   | 34:18  |
| 1988/89 | 2. Bundesliga Süd   | 05.   | 528:514   | 27:25  |
| 1989/90 | 2. Bundesliga Süd   | 05.   | 543:513   | 28:24  |
| 1990/91 | 2. Bundesliga Süd   | 04.   | 538:448   | 38:14  |
| 1991/92 | 2. Bundesliga Mitte | 02.   | 587:451   | 41:11  |
| 1992/93 | 2. Bundesliga Mitte | 07.   | 569:559   | 26:26  |
| 1993/94 | 2. Bundesliga Süd   | 04.   | 721:631   | 48:20  |
| 1994/95 | 2. Bundesliga Süd   | 04.   | 755:671   | 47:21  |
| 1995/96 | 2. Bundesliga Süd   | 02.   | 776:665   | 51:17  |
| 1996/97 | 2. Bundesliga Süd   | 02.   | 881:706   | 55:13  |
| 1997/98 | 2. Bundesliga Süd   | 01.   | 885:765   | 52:16  |
| 1998/99 | 1. Bundesliga       | 14.   | 698:743   | 18:42  |
| 1999/00 | 1. Bundesliga       | 11.   | 812:846   | 34:34  |
| 2000/01 | 1. Bundesliga       | 12.   | 967:967   | 35:41  |
| 2001/02 | 1. Bundesliga       | 08.   | 900:907   | 36:32  |
| 2002/03 | 1. Bundesliga       | 10.   | 846:918   | 28:40  |
| 2003/04 | 1. Bundesliga       | 12.   | 870:945   | 25:43  |
| 2004/05 | 1. Bundesliga       | 14.   | 934:1031  | 22:46  |
| 2005/06 | 1. Bundesliga       | 15.   | 941:1051  | 19:49  |
| 2006/07 | 1. Bundesliga       | 15.   | 905:1042  | 18:50  |
| 2007/08 | 1. Bundesliga       | 14.   | 903:986   | 21:47  |
| 2008/09 | 1. Bundesliga       | 14.   | 927:975   | 23:45  |
| 2009/10 | 1. Bundesliga       | 13.   | 879:987   | 23:45  |
| 2010/11 | 1. Bundesliga       | 11.   | 842:931   | 27:41  |
| 2011/12 | 1. Bundesliga       | 15.   | 857:896   | 23:45* |
| 2012/13 | 1. Bundesliga       | 07.   | 996:975   | 37:31  |
| 2013/14 | 1. Bundesliga       | 11.   | 883:902   | 29:39  |
| 2014/15 | 1. Bundesliga       | 08.   | 958:952   | 34:38  |
| 2015/16 | 1. Bundesliga       | 10.   | 823:822   | 34:30  |
| 2016/17 | 1. Bundesliga       | 06.   | 897:857   | 41:27  |
| 2017/18 | 1. Bundesliga       | 11.   | 896:884   | 30:38  |
| 2018/19 | 1. Bundesliga       | 10.   | 859:883   | 29:39  |
| 2019/20 | 1. Bundesliga       | 09.   | 754:754   | 27:27  |
| 2020/21 | 1. Bundesliga       | 10.   | 1078:1034 | 41:35  |
| 2021/22 | 1. Bundesliga       | 07.   | 932:910   | 35:33  |
| 2022/23 | 1. Bundesliga       | 16.   | 886:991   | 17:51  |
| 2023/24 | 1. Bundesliga       | 13.   | 924:999   | 26:42  |
| 2024/25 | 1. Bundesliga       | 14.   | 897:1013  | 19:49  |
| *sportlich wurden 25:43 Punkte geholt (13. Platz), jedoch wurden 2 Punkte aufgrund einer Sportgerichtsentscheidung abgezogen. |                     |       |           |        |

In der Saison 1997/98 gelang der HSG zudem endlich der ersehnte Aufstieg in die erste Bundesliga. Wie bereits beim Zweitligaaufstieg zwölf Jahre zuvor waren wieder Wolfgang Klimpke und Ralf Kraft entscheidend am Erfolg beteiligt. Klimpke spielte insgesamt 30 Jahre ununterbrochen für den Verein.

### Die Ära Petković: Erfolgreiche Jahre in der Bundesliga

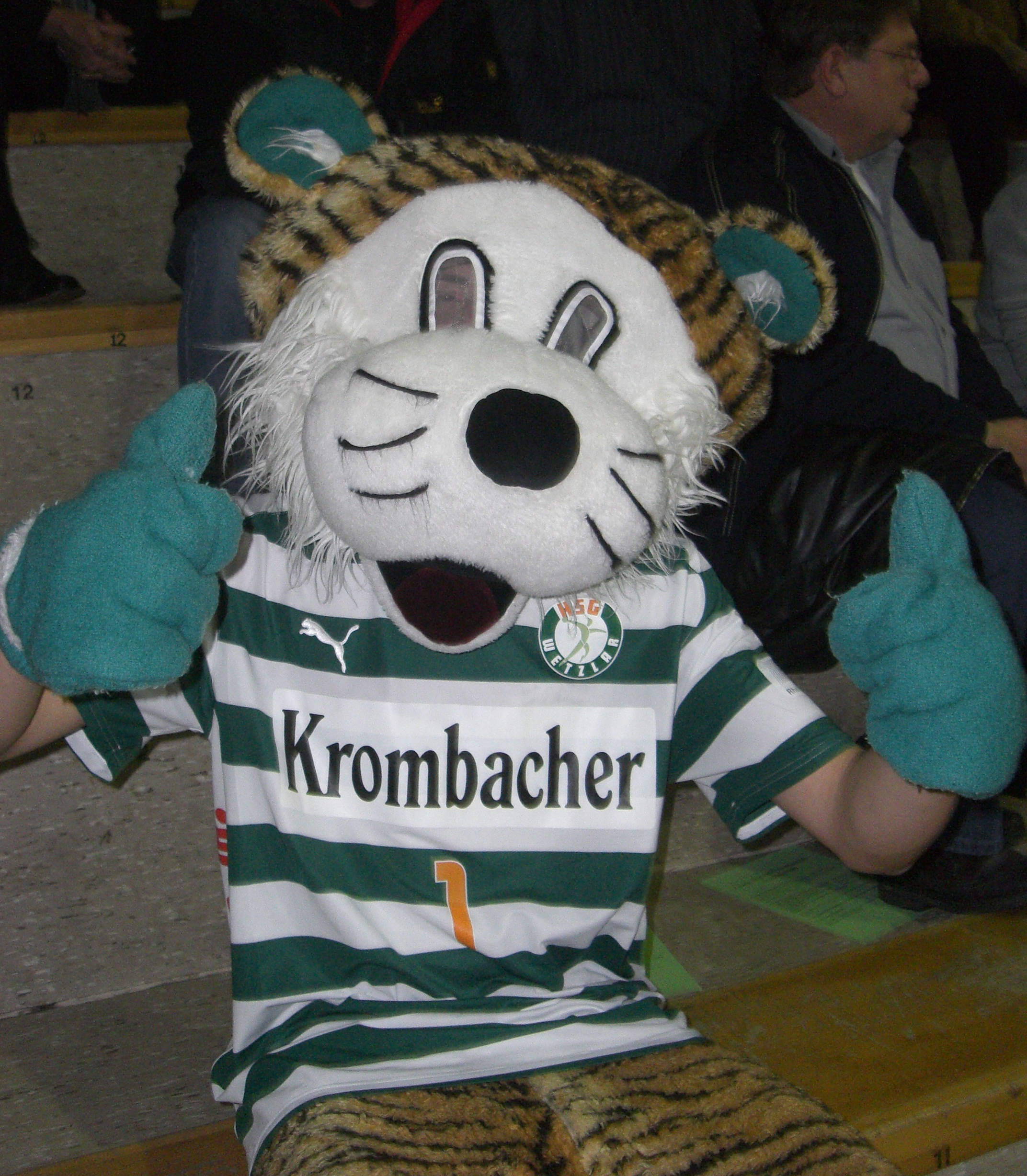
Wetzi, Maskottchen bis 2011

Unter Trainer Velimir Petković, der insgesamt sechs Jahre die Mannschaft trainierte, etablierte sich der zunächst als krasser Außenseiter gestartete Verein schnell in der ersten Liga. Mit einem der geringsten Budgets der Liga ausgestattet, gelang der Mannschaft um Regisseur Markus Baur 1998/99 sicher der Klassenerhalt. Im Jahr darauf ging es einen weiteren Schritt nach oben: Mit 34:34 Punkten landete die Mannschaft im Mittelfeld, einen Platz vor dem hessischen Rivalen SG Wallau/Massenheim.
2001 gelang der Petković-Truppe abermals der Einzug ins Finale des DHB-Pokals.
In der Saison 2001/2002 konnte die HSG den Abgang von Nationalspieler und Leitfigur Markus Baur wider Erwarten hervorragend verkraften und sogar in Reichweite der Europapokalplätze vorstoßen. Mit dem 8. Platz errang sie ihre bis dahin beste Platzierung in der Bundesliga, wobei sie eine ganze Reihe zuvor als stärker eingeschätzte Teams hinter sich ließ. Die Leistungsträger der Überraschungsmannschaft der Saison waren Torhüter Axel Geerken, Rechtsaußen Björn Monnberg, die Rückraumspieler Gennadij Chalepo und Sigurður Bjarnason sowie der bosnische Nationalspieler Nebojša Golić als Baur-Nachfolger. Golić prägte fünf Jahre lang als Spielgestalter den Wetzlarer Handball. Die Heimspiele der HSG D/M Wetzlar wurden zu dieser Zeit noch in der engen, beim Gegner gefürchteten Sporthalle Dutenhofen ausgetragen, während die Planungen für eine moderne, große Arena bereits anliefen.

### Schwierige Jahre bis zum Beinahe-Abstieg 2007
2004 verließ der als Vater des Erfolgs geltende Petković den Verein. Häufige Trainerwechsel prägten die folgenden Jahre. Die Saison 2004/05 war aber auch aufgrund des Umzugs in die große Rittal Arena ein Jahr des Umbruchs. Trotz einer sportlich wenig erfolgreichen Rückrunde konnte letztlich das Minimalziel Klassenerhalt gesichert werden.
Seit 2003 ging es in der Bundesliga von Saison zu Saison sukzessive bergab. Der Tiefpunkt wurde 2007 erreicht, als der Verein am letzten Spieltag der Saison vor dem Abstieg stand. Nur durch einen, mit großer kämpferischer Leistung errungenen, 30:29-Sieg gegen den SC Magdeburg konnte in letzter Sekunde noch die Klasse gehalten werden.

### Aufwärtstrend mit jungen Spielern der Region
Bereits seit einigen Jahren, aber verstärkt seit 2008, setzte die HSG auf den Einsatz junger, deutscher Spieler, die zum Teil aus der Region Wetzlar stammen. Spieler wie Kevin Schmidt, Michael Allendorf, Timo Salzer oder Nikolai Weber wurden zu Führungsspielern der Mannschaft und einige schafften den Sprung in die Nationalmannschaft. Das Konzept führte nicht nur zu einer höheren Identifikation der Fans, auch der sportliche Abwärtstrend konnte gestoppt werden. Seit 2007 verbesserte sich die HSG schrittweise von Saison zu Saison. Nach schlechtem Saisonstart übernahm 2010/11 Gennadij Chalepo die Mannschaft als Trainer und führte sie erstmals seit 2003 wieder auf einen Mittelfeldplatz. Im März 2012 wurde Gennadij Chalepo jedoch nach einem miserablen Rückrundenauftakt entlassen. Für ihn kam Kai Wandschneider als Trainer.
In der Saison 2012/13 wurde das bis dahin beste Ergebnis seit dem Aufstieg in die Bundesliga erzielt. Die Mannschaft um Torwart Nikolai Weber mit den Zwillingen Philipp und Michael Müller im Rückraum und den drei jungen deutschen Nationalspielern Tobias Reichmann, Kevin Schmidt und Steffen Fäth spielte eine überragende Hinrunde, in der sie phasenweise auf Rang drei platziert war. Nach einem kleinen Leistungseinbruch zu Beginn der Rückrunde fing sich die Mannschaft wieder und erreichte letztlich mit 37:31 Punkten den siebten Tabellenrang.
In den folgenden drei Spielzeiten wurden Mittelfeldplatzierungen erreicht. 2013 konnte für zwei Spielzeiten mit Ivano Balić einer der besten Handballer der Handballgeschichte gewonnen werden. 2016 gewannen mit Andreas Wolff, Jannik Kohlbacher und Steffen Fäth drei Nationalspieler aus den Reihen der HSG den Europameistertitel für Deutschland.
Trotz namhafter Abgänge vor der Saison wurde 2016/17 eine der erfolgreichsten Spielzeiten der Vereinsgeschichte. Die HSG erreichte mit erstmals über 40 Punkten den sechsten Platz – und damit ihre bisher beste Bundesligaplatzierung. Darüber hinaus wurde Philipp Weber Torschützenkönig, Kai Wandschneider zum Trainer des Jahres gewählt, Benjamin Burić durch die Handballwoche zum Torwart der Mannschaft der Saison gekürt und die A-Jugend holte den Deutschen Meistertitel. Es gelangen Siege u. a. gegen den Meister Rhein-Neckar-Löwen und den Rekordmeister THW Kiel.

## Fans und Rivalitäten
Die HSG Wetzlar gilt als Traditionsverein und hat in Hessen seit Jahren den höchsten Zuschauerschnitt aller Handballvereine. Die Heimspiele in der Buderus Arena Wetzlar werden durchschnittlich von gut 4000 Zuschauern besucht. Es existieren mehrere Fanclubs, der größte unter ihnen ist mittlerweile der 2003 gegründete „Fan-Club Grün-Weiss“.
Eine stark ausgeprägte sportliche Rivalität besteht traditionell zwischen der HSG Wetzlar und dem alten Lokalrivalen TV Hüttenberg. Das „Mittelhessenderby“ war insbesondere in den 80er und 90er Jahren regelmäßig Zuschauermagnet und hat auch heute noch eine hohe symbolische Bedeutung bei den Handballfans der Region. Nach Hüttenberger Aufstiegen in die 1. Bundesliga kam es in den Spielzeiten 2011/12 und 2017/18 wieder zu Derbyspielen. Wurden diese 2011/12 noch von der HSG Wetzlar deutlich für sich entschieden, kam es in der Saison 2017/18 zu zwei spannenden Duellen, die am Ende jeweils Unentschieden endeten.
Brisant ist auch das Derby gegen die MT Melsungen, seit diese 2005 den Aufstieg in die Bundesliga schaffte. Insbesondere nach dem Abgang des ehemaligen HSG-Trainers Michael Roth zu den Nordhessen verlaufen die Spiele immer wieder unter besonderer Spannung. Ein Höhepunkt der Derby-Historie entstand am 23. Dezember 2010, als etwa 650 Anhänger der HSG Wetzlar ihre Mannschaft beim Auswärtsspiel unmittelbar nach dem Trainerwechsel lautstark unterstützten.
Maskottchen des Vereins ist der Biber Karlchen, der 2011 Wetzi ablöste.

## Frauenmannschaften
Der ersten Frauenmannschaft gelang in der Saison 2012/13 der Aufstieg aus der Oberliga in die 3. Liga, in der die Mannschaft 2013/14 den achten Platz erreichte. 2014/15 konnte der Klassenerhalt nicht mehr erreicht werden.

## Jugendmannschaften
Der Verein betreibt eine sehr erfolgreiche Jugendarbeit, über die eine Reihe von Titeln auf hessischer, südwestdeutscher und Bundesebene errungen werden konnte. Die vierte Deutsche Meisterschaft gewann die männliche B-Jugend 2002 gegen den SC Magdeburg. 2013 verpasste die B-Jugend den fünften Deutschen Meistertitel nur denkbar knapp nach Siebenmeterwerfen im Finale gegen die Füchse Berlin. Die Nachwuchsmannschaften werden unter dem Namen HSG Dutenhofen/Münchholzhausen geführt.
Die A-Jugend der HSG qualifizierte sich seit Gründung der A-Jugend-Bundesliga jedes Jahr für diese höchste Spielklasse. Der Verein hat das Jugendzertifikat der DKB Handball-Bundesliga 2014 erhalten, auch 2015 wurde das Zertifikat an die Wetzlarer vergeben. Im Jahr 2015 verpasste die A-Jugend der HSG Wetzlar den Deutschen Meistertitel und verlor, nach 32:26 Hinspielsieg, das Rückspiel mit 25:33 gegen die Jugend des SC DHFK Leipzig.
2017 stand die A-Jugend erneut im Finale, in dem sie gegen die Füchse Berlin den deutschen Meistertitel gewann.
Als Scharnier zwischen der Bundesliga- und den Jugendmannschaften startet die 2. Mannschaft als HSG Wetzlar U23 bzw. HSG Dutenhofen-Münchholzhausen II in der 3. Liga.

## Hallen

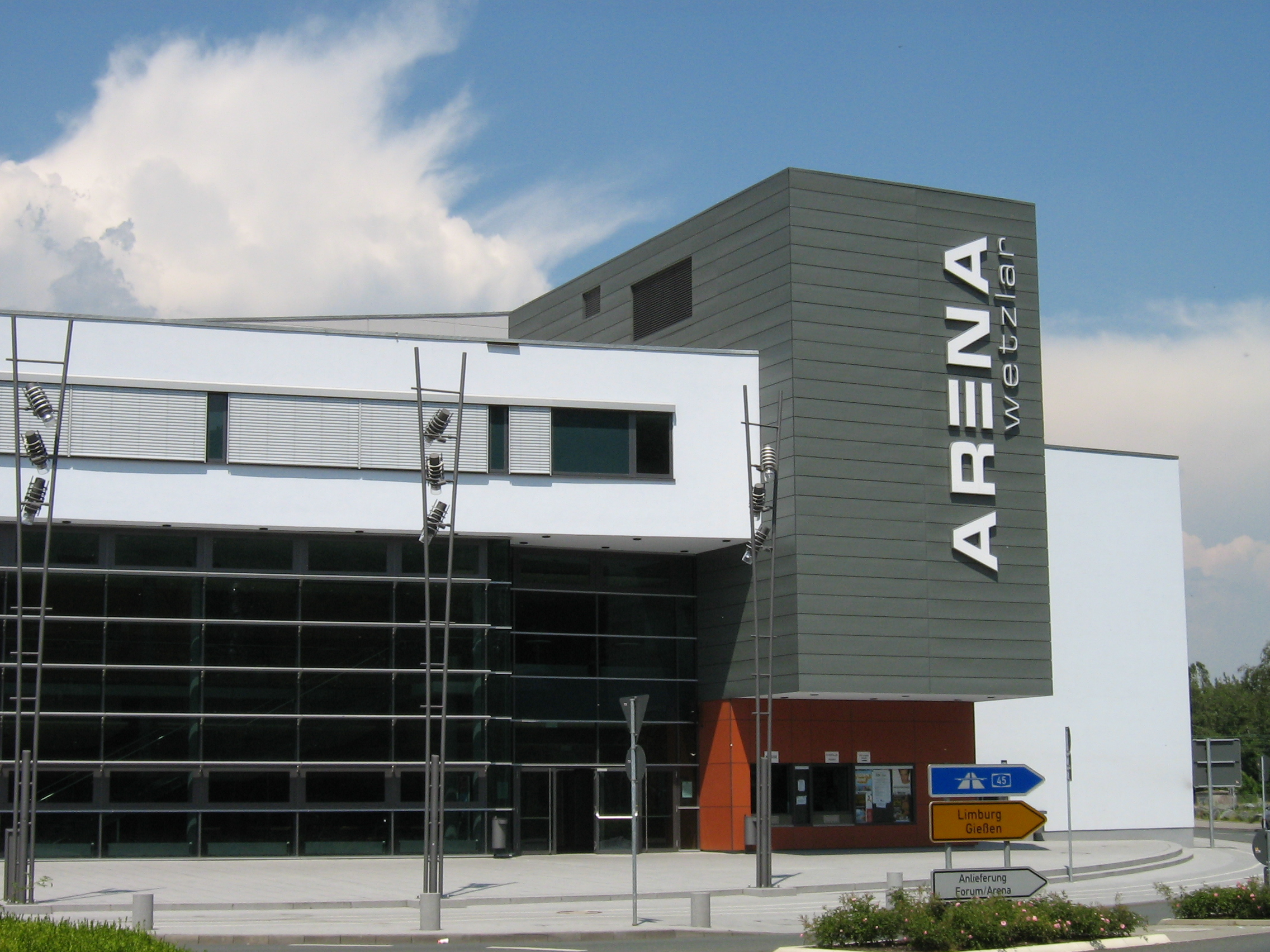
Buderus Arena Wetzlar

### Buderus Arena Wetzlar
Als Heimspielstätte für die Bundesligaspiele dient die Buderus Arena Wetzlar (bis Ende 2021 Rittal Arena Wetzlar), die unter anderem auch Austragungsort der Handball-Weltmeisterschaft 2007 war. Die Arena wurde Frühjahr 2005 fertiggestellt und fasst bei Handballspielen 4.421 Zuschauer.

### Sporthalle Dutenhofen
Die 1750 Zuschauer fassende Sporthalle Dutenhofen ist heute Trainingshalle der ersten Mannschaft, Spielort für DHB-Pokal-Spiele sowie Spielstätte der Reserve- und Jugendmannschaften der HSG. Vor der Fertigstellung der Buderus Arena wurden auch die Bundesliga-Heimspiele der HSG in der Halle ausgetragen.

## Kader Saison 2025/26

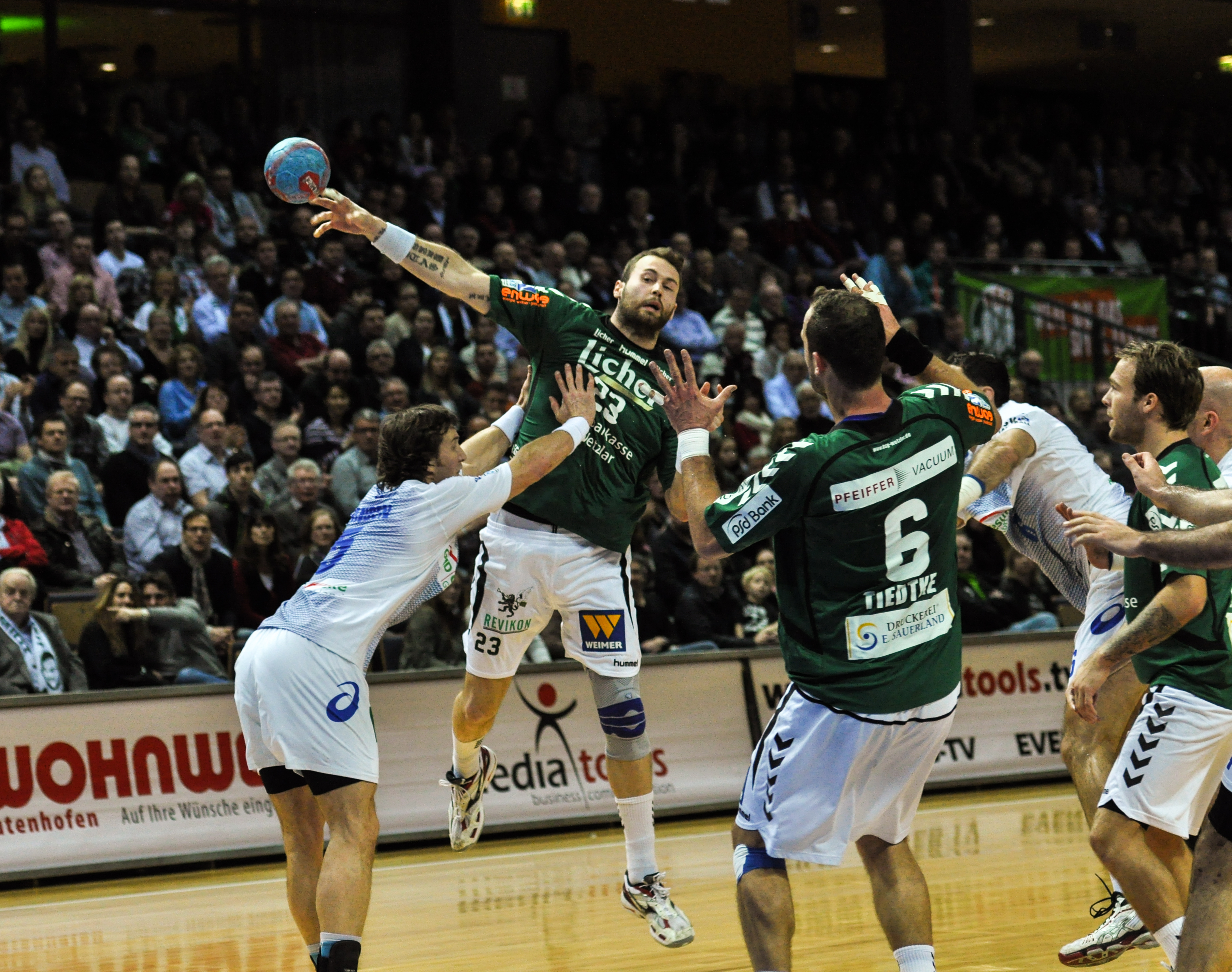
Die HSG-Spieler Steffen Fäth, Jens Tiedtke und Kevin Schmidt im Angriff

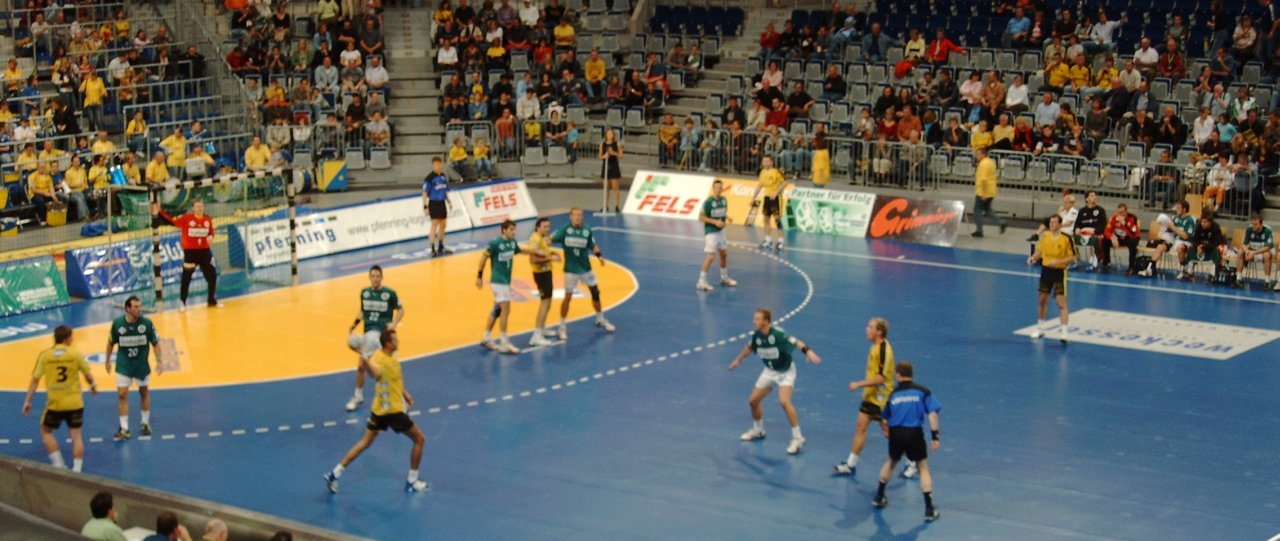
Im Spiel gegen die SG Kronau/Östringen

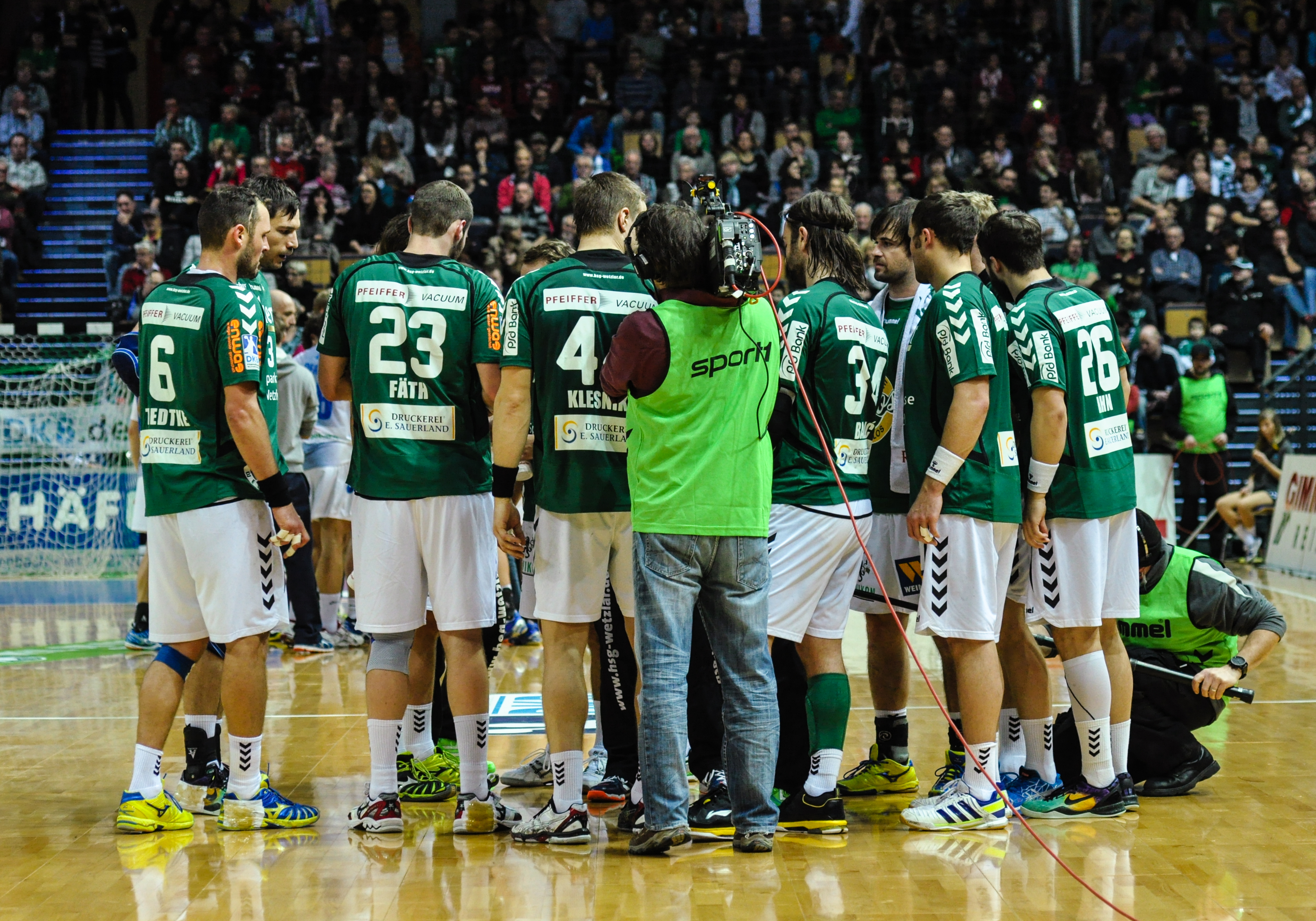
HSG-Mannschaft in der Buderus-Arena während einer Auszeit

| Nr. | Name                | Nat.          | Pos. | Geburtstag | Größe  | Im Verein seit | Vertrag bis | Letzter Verein           |
| --- | ------------------- | ------------- | ---- | ---------- | ------ | -------------- | ----------- | ------------------------ |
| 01  | Bart Ravensbergen   | Niederländer  | TW   | 14.03.93   | 1,90 m | 2025           | 2027        | Frisch Auf Göppingen     |
| 12  | Anadin Suljaković   | Katarer       | TW   | 16.06.98   | 1,96 m | 2019           | 2026        | al-Ahli SC               |
| 16  | Hendrik Pantel      | Niederländer  | TW   | 13.07.06   | 1,90 m | 2025           | 2026        | THW Kiel                 |
| 02  | Nikola Grahovac     | Kroate        | KM   | 14.12.98   | 2,01 m | 2025           | 2027        | KC Veszprém              |
| 04  | Filip Vistorop      | Kroate        | RL   | 29.04.98   | 1,94 m | 2025           | 2027        | ThSV Eisenach            |
| 07  | Dominik Mappes      | Deutscher     | RM   | 25.12.94   | 1,90 m | 2024           | 2026        | VfL Gummersbach          |
| 09  | Niklas Theiß        | Deutscher     | RR   | 19.06.03   | 1,90 m | 2024           | 2027        | TV Hüttenberg            |
| 10  | Josip Šimić         | Kroate        | KM   | 10.05.00   | 1,94 m | 2025           | 2027        | 1. VfL Potsdam           |
| 17  | Noel Hoepfner       | Deutscher     | RL   | 06.04.03   | 1,89 m | 2022           | 2026        | TV Hüttenberg            |
| 18  | Lukas Becher        | Deutscher     | LA   | 24.03.00   | 1,90 m | 2022           | 2026        | TUSEM Essen              |
| 19  | Philipp Ahouansou   | Deutscher     | RL   | 02.05.01   | 2,03 m | 2024           | 2028        | Rhein-Neckar Löwen       |
| 20  | David Cyrill Akakpo | Deutscher     | RA   | 01.10.97   | 1,86 m | 2025           | 2027        | 1. VfL Potsdam           |
| 22  | Jona Schoch         | Deutscher     | RL   | 02.08.94   | 1,92 m | 2024           | 2026        | HBW Balingen-Weilstetten |
| 24  | Tizian Weimer       | Deutscher     | RA   | 22.09.04   | 1,80 m |                | 2026        | eigene Jugend            |
| 25  | Justin Müller       | Deutscher     | RM   | 25.10.95   | 1,85 m | 2024           | 2026        | TUSEM Essen              |
| 26  | Tom Wolf            | Deutscher     | RL   | 02.06.06   | 2,00 m | 2025           | 2026        | TUSEM Essen              |
| 33  | Georg Löwen         | Deutscher     | KM   | 08.06.04   | 1,94 m | 2024           | 2027        | SC Magdeburg             |
| 42  | Nemanja Zelenović   | Serbe         | RR   | 27.02.90   | 1,94 m | 2023           | 2026        | VfL Gummersbach          |
| 50  | Lion Zacharias      | Deutscher     | LA   | 20.06.03   | 1,94 m | 2024           | 2026        | Rhein-Neckar Löwen       |
| 77  | Stefan Čavor        | Montenegriner | RR   | 03.11.94   | 1,98 m | 2016           | 2026        | Csurgói KK               |
| 79  | Ahmed Nafea         | Ägypter       | LA   | 01.09.97   | 1,82 m | 2025           | 2027        | RK Vojvodina             |

| Name            | Nat.      | Position           | Geburtstag | Im Verein seit |
| --------------- | --------- | ------------------ | ---------- | -------------- |
| Momir Ilić      | Serbe     | Trainer            | 22.12.81   | 2025           |
| Jasmin Čamdžić  | Bosnier   | Sportlicher Leiter | 07.06.70   | 2011           |
| Matthias Ott    | Deutscher | Athletiktrainer    |            | 2023           |
| Stefan Rühl     | Deutscher | Betreuer           | 17.05.71   |                |
| Frank Thiel     | Deutscher | Mannschaftsarzt    | 13.12.61   | 2011           |
| Marco Kettrukat | Deutscher | Mannschaftsarzt    | 09.05.67   |                |
| Thomas Stubner  | Deutscher | Physiotherapeut    |            |                |

### Transfers zur Saison 2025/26
| Zugänge                | Zugänge             | Zugänge                              |
| Nation                 | Name                | abgebender Verein                    |
| ---------------------- | ------------------- | ------------------------------------ |
| Deutschland            | Niklas Theiß        | TV Hüttenberg                        |
| Kroatien               | Josip Šimić         | 1. VfL Potsdam                       |
| Deutschland            | David Cyrill Akakpo | 1. VfL Potsdam                       |
| Niederlande            | Bart Ravensbergen   | Frisch Auf Göppingen                 |
| Kroatien               | Nikola Grahovac     | KC Veszprém                          |
| Kroatien               | Filip Vistorop      | ThSV Eisenach                        |
| Agypten                | Ahmed Hesham Nafea  | RK Vojvodina                         |
| Deutschland            | Tom Wolf            | TUSEM Essen, Zweitspielrecht Wetzlar |
| Niederlande            | Hendrik Pantel      | THW Kiel                             |
| Stand: 14. August 2025 |                     |                                      |

| Abgänge                 | Abgänge                 | Abgänge                        |
| Nation                  | Name                    | aufnehmender Verein            |
| ----------------------- | ----------------------- | ------------------------------ |
| Slowenien               | Domen Novak             | SG Flensburg-Handewitt         |
| Danemark                | Rasmus Meyer Ejlersen   | Ribe-Esbjerg HH                |
| Bosnien und Herzegowina | Vladimir Vranješ        | Csurgói KK                     |
| Deutschland             | Till Klimpke            | HØJ Håndbold                   |
| Norwegen                | Viktor Petersen Norberg | HC Elbflorenz                  |
| Ungarn                  | Zsolt Krakovszki        | Ziel unbekannt                 |
| Deutschland             | Marius Göbner           | Stralsunder HV                 |
| Deutschland             | Ole Klimpke             | HSG Dutenhofen/Münchholzhausen |
| Stand: 16. Juni 2025    |                         |                                |

## Bekannte ehemalige Spieler
- Michael Allendorf, deutscher Nationalspieler
- Alexandros Alvanos, griechischer Nationalspieler
- Ivano Balić, ehem. kroatischer Nationalspieler, Olympiasieger, Weltmeister und Welthandballer
- Markus Baur, ehem. deutscher Nationalspieler, Welt- und Europameister
- Sigurður Bjarnason, ehem. isländischer Nationalspieler
- Kristian Bjørnsen, norwegischer Nationalspieler
- Benjamin Burić, bosnisch-herzegowinischer Nationalspieler
- Gennadij Chalepo, ehem. belarussischer Nationalspieler
- Georgios Chalkidis, griechischer Rekord-Nationalspieler
- Sven-Sören Christophersen, deutscher Nationalspieler
- Zoran Đorđić, ehem. jugoslawischer Nationalspieler
- Steffen Fäth, deutscher Nationalspieler und Europameister
- Axel Geerken, ehem. deutscher Nationalspieler
- Nebojša Golić, ehem. bosnischer Nationalspieler
- José Javier Hombrados, ehem. spanischer Nationalspieler und Weltmeister
- Guillaume Joli, franz. Nationalspieler, Olympiasieger, Welt- und Europameister
- Lars Kaufmann, deutscher Nationalspieler und Weltmeister 2007
- Savas Karipidis, griechischer Nationalspieler
- Evars Klešniks, lettischer Nationalspieler
- Wolfgang Klimpke, spielte 30 Jahre für den Verein
- Jannik Kohlbacher, deutscher Nationalspieler und Europameister
- Ola Lindgren, ehem. schwedischer Nationalspieler, Welt- und Europameister
- Blažo Lisičić, ehem. jugoslawischer Nationalspieler
- Valter Matošević, ehem. kroatischer Nationalspieler, Olympiasieger und Weltmeister
- Volker Michel, ehem. deutscher Nationalspieler
- Alois Mráz, ehem. tschechischer Nationalspieler
- Nikola Marinovic, ehem.  österreichischer Nationalspieler
- Björn Monnberg, finnischer Rekord-Nationalspieler
- Michael Müller, deutscher Nationalspieler
- Carlos Prieto, ehem. spanischer Nationalspieler
- Damir Radončić, ehem. jugoslawischer Nationalspieler
- Tobias Reichmann, deutscher Nationalspieler
- Timo Salzer, ehem. deutscher Nationalspieler
- Kevin Schmidt, deutscher Nationalspieler und Junioren-Weltmeister
- Timm Schneider, deutscher Nationalspieler
- Avishay Smoler, israelischer Nationalspieler
- Jens Tiedtke, ehem. deutscher Nationalspieler
- Kent Robin Tønnesen, norwegischer Nationalspieler
- Daniel Valo, ehem. slowakischer Nationalspieler
- Nikolai Weber, jahrelang Mannschaftskapitän
- Andreas Wolff, deutscher Nationalspieler und Europameister

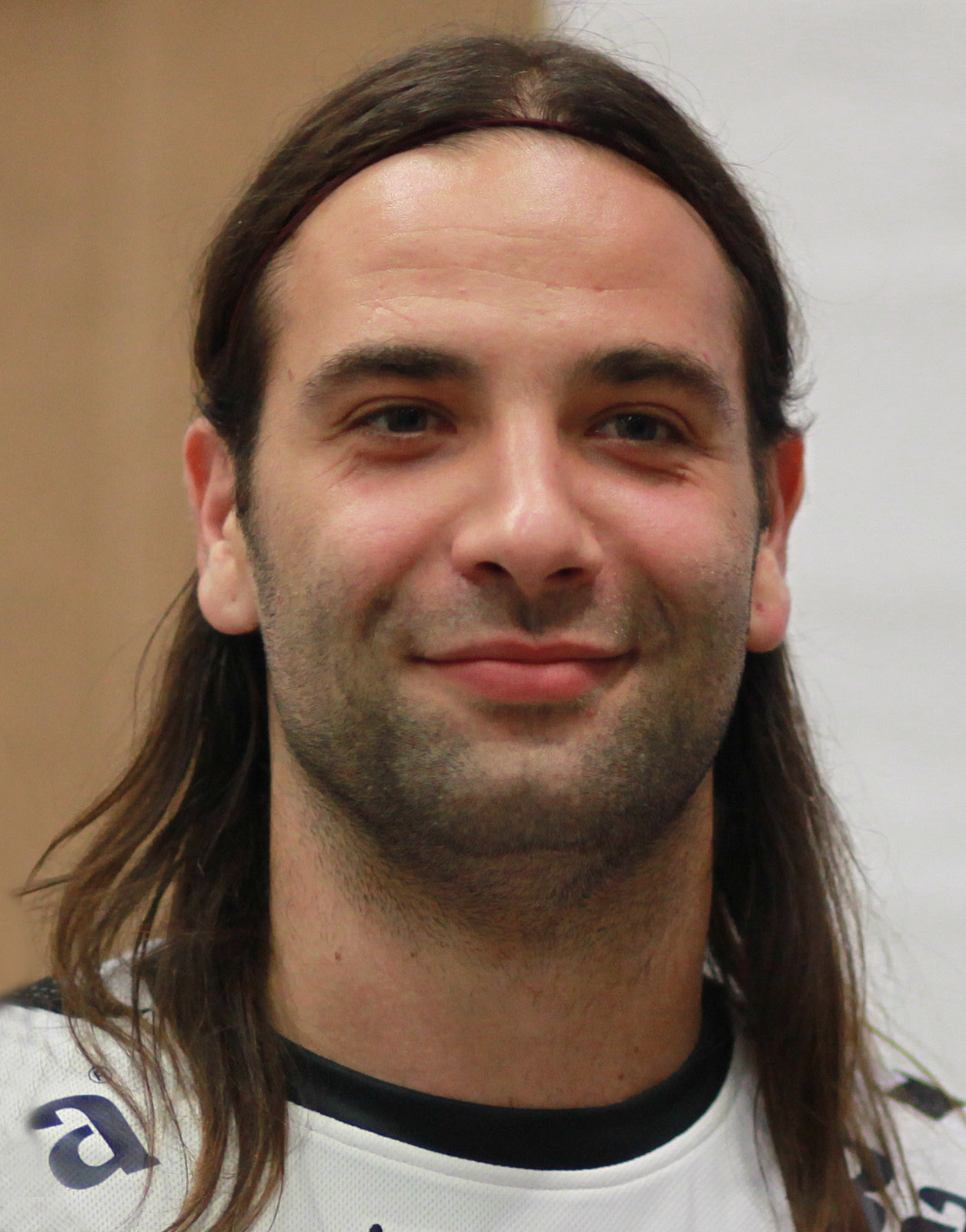
Ivano Balić
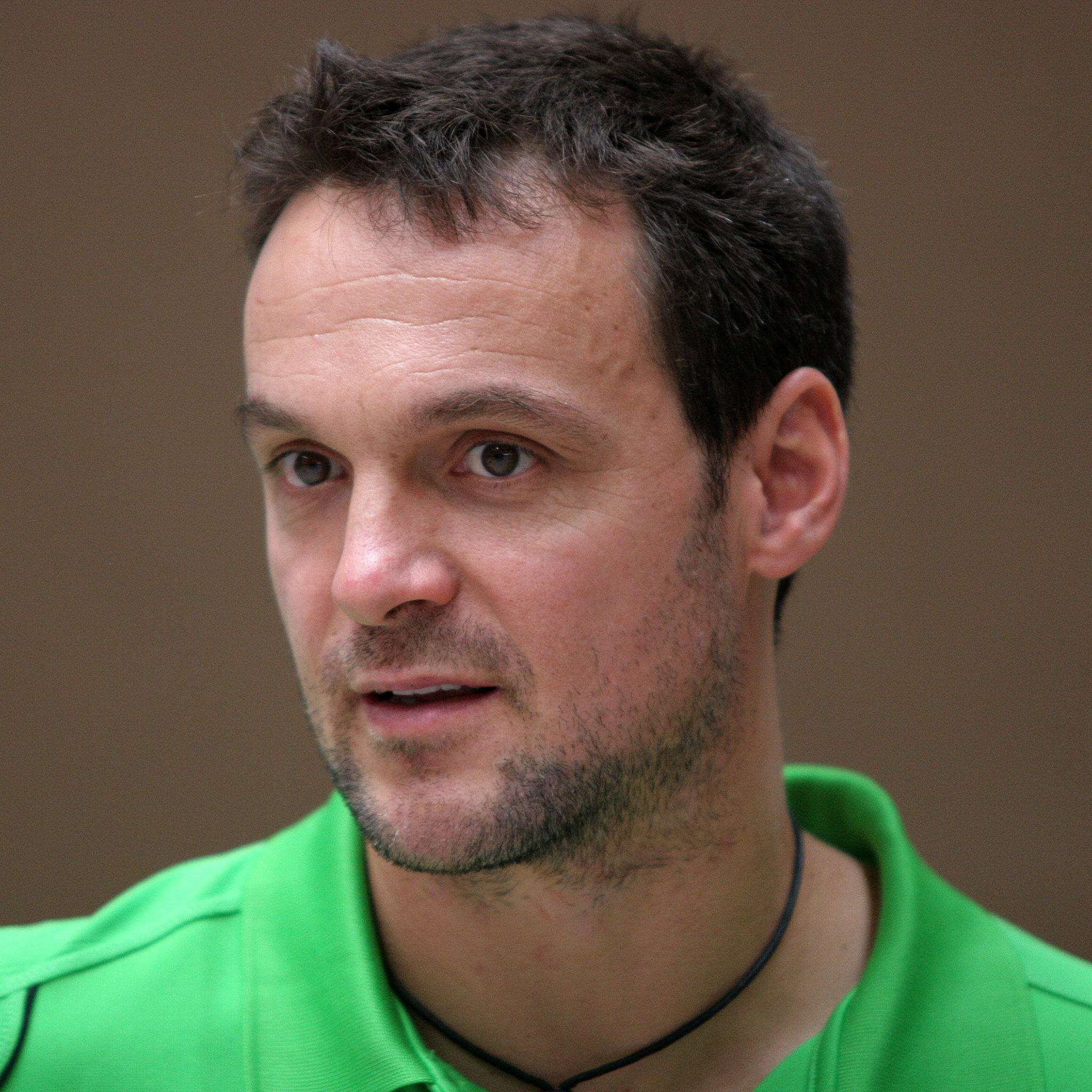
Markus Baur
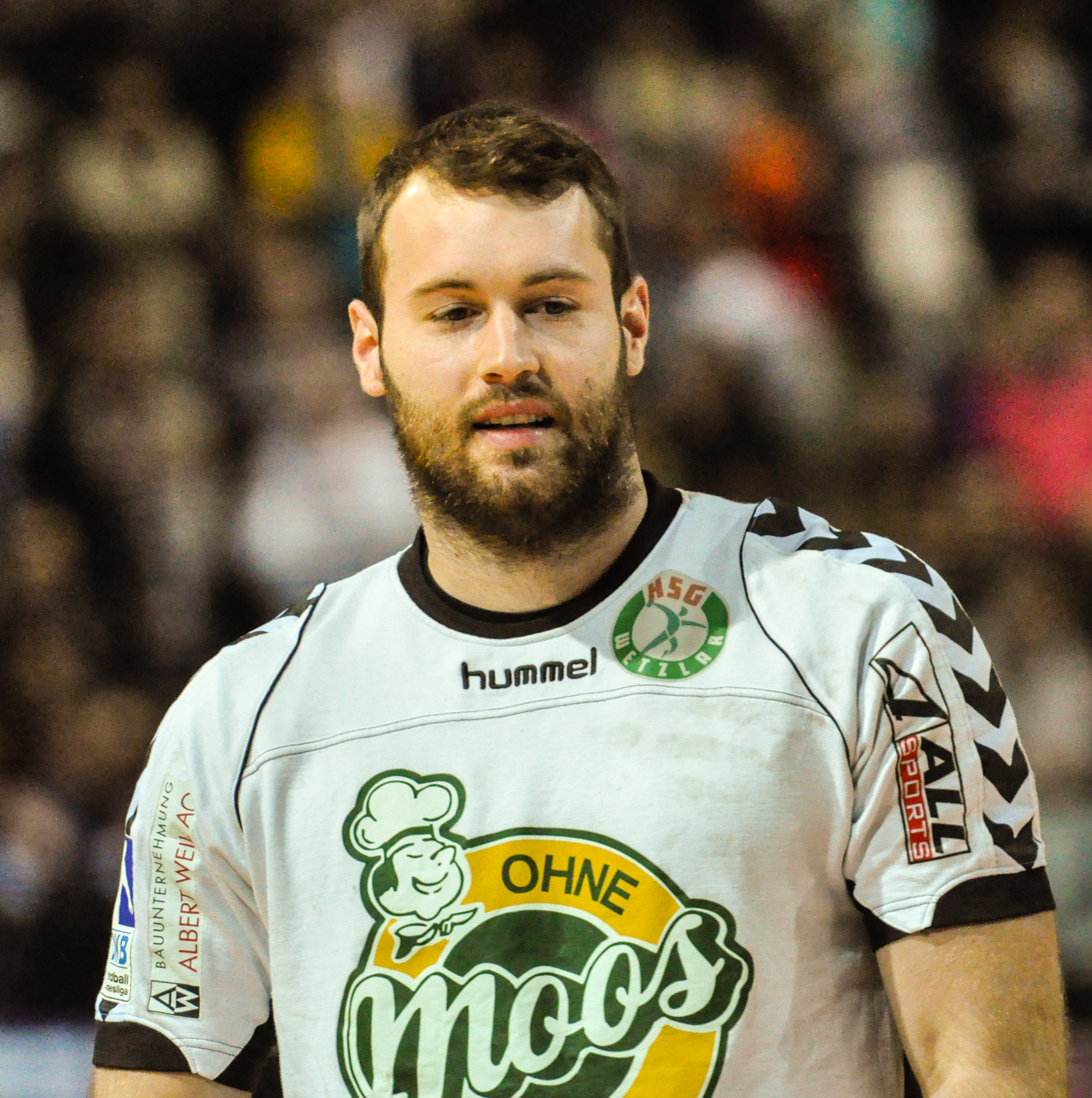
Steffen Fäth
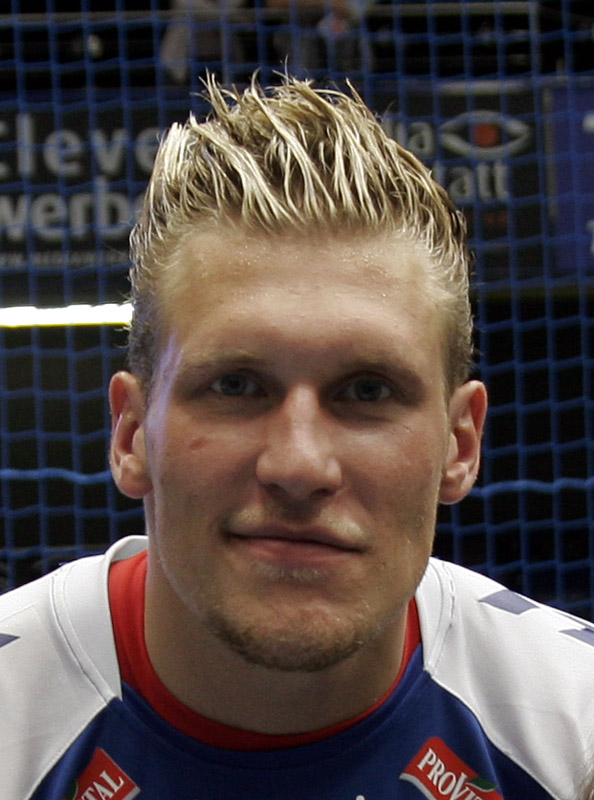
Lars Kaufmann
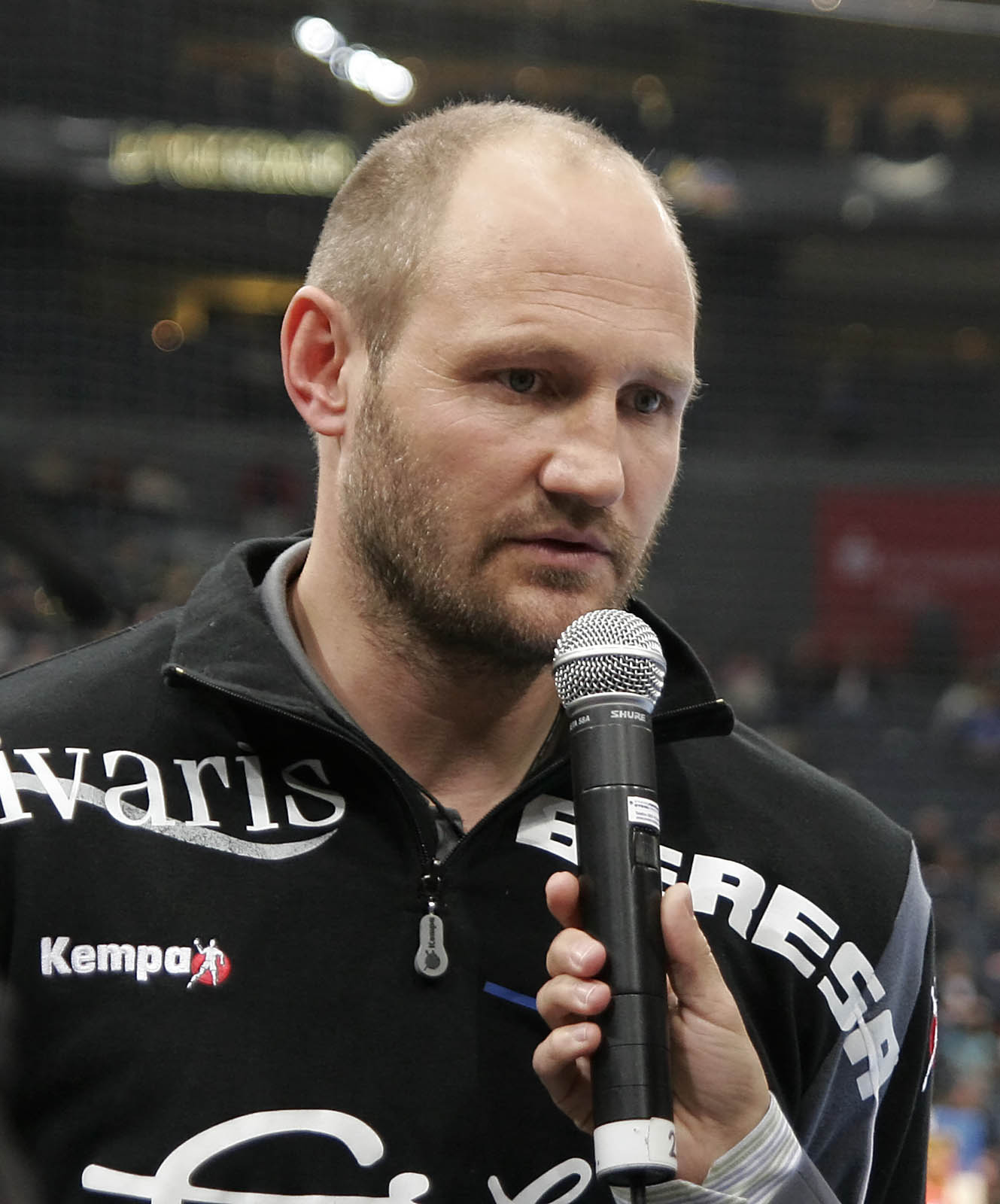
Ola Lindgren
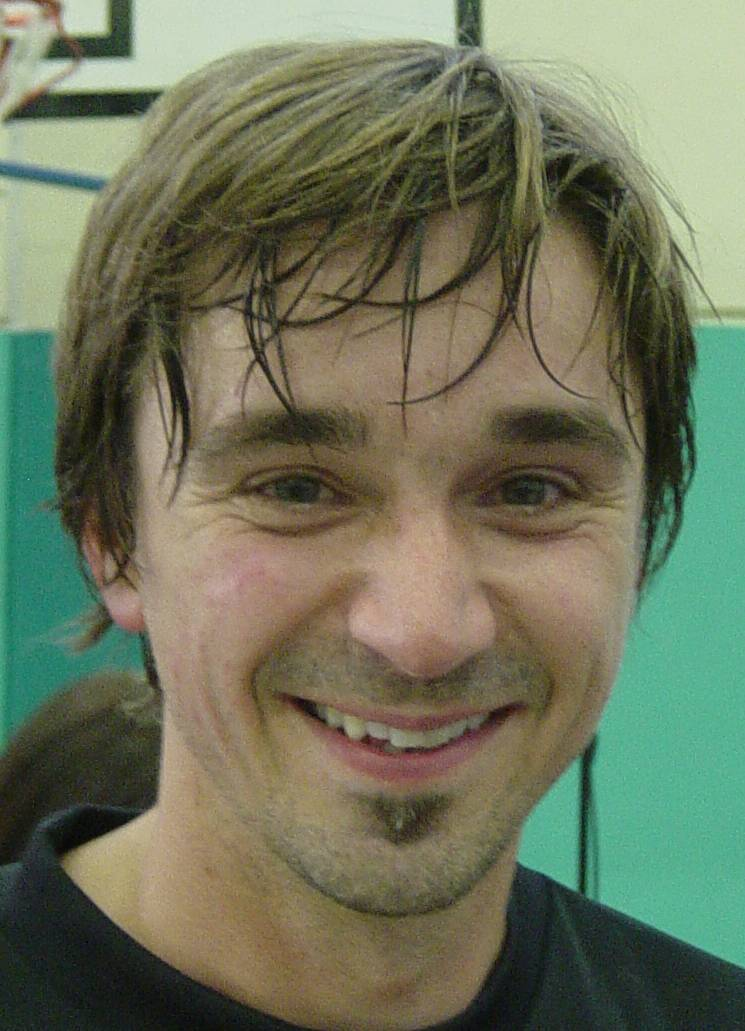
Volker Michel
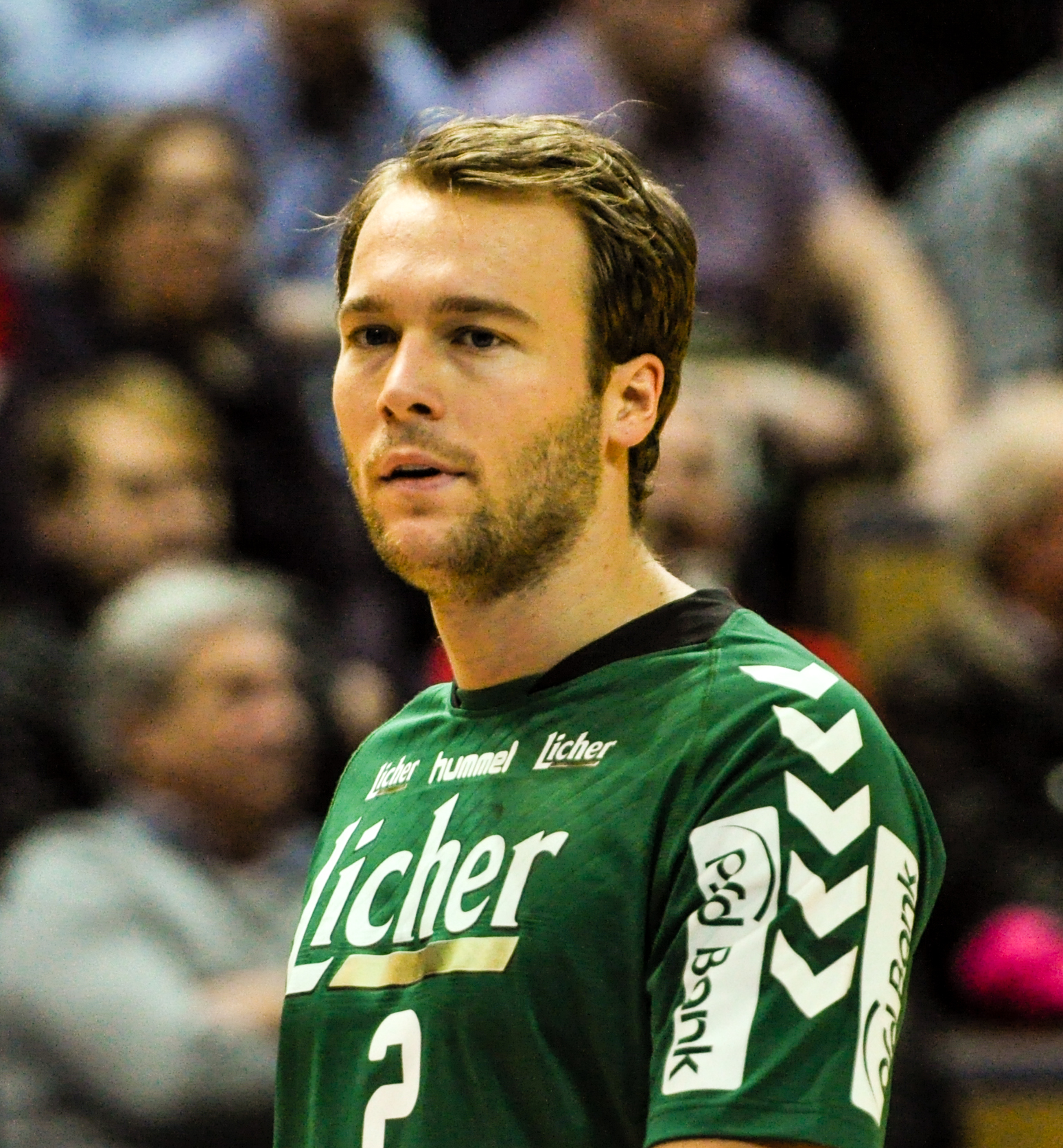
Kevin Schmidt
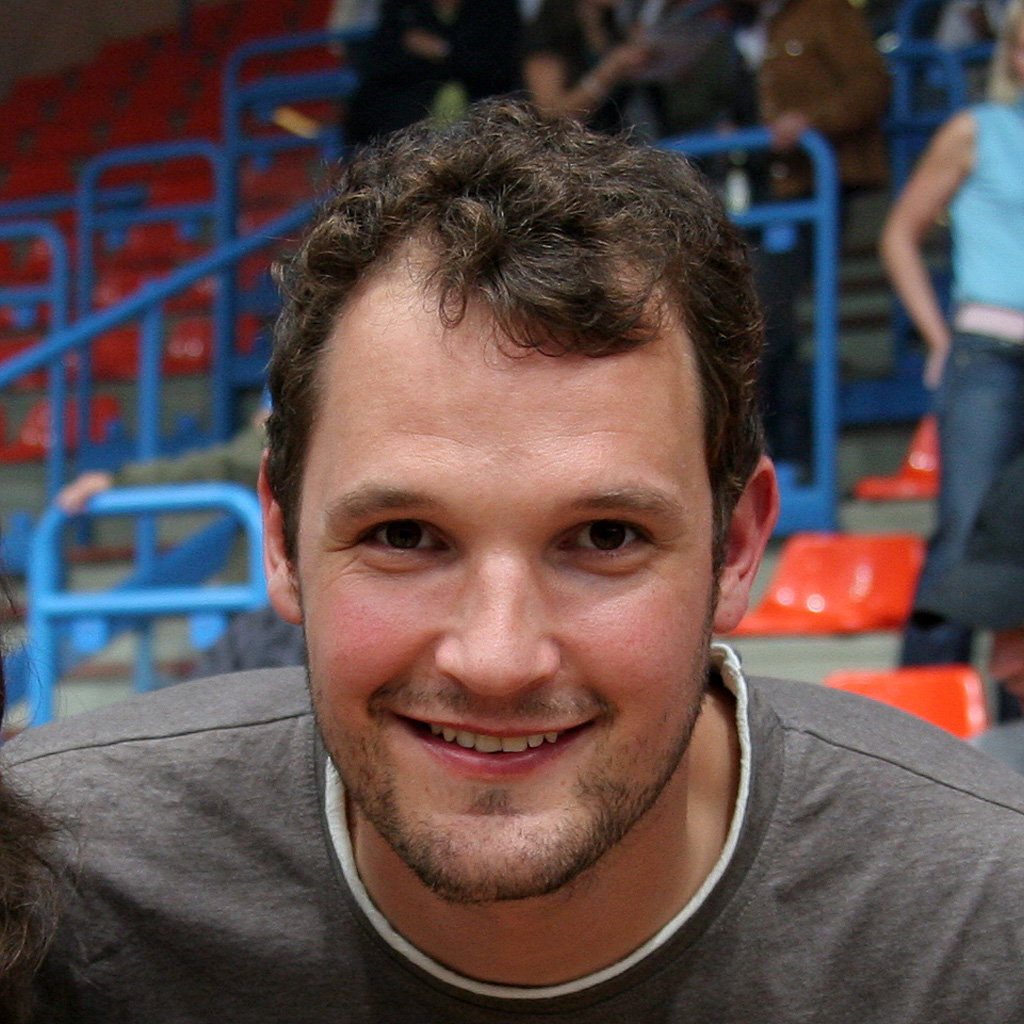
Jens Tiedtke
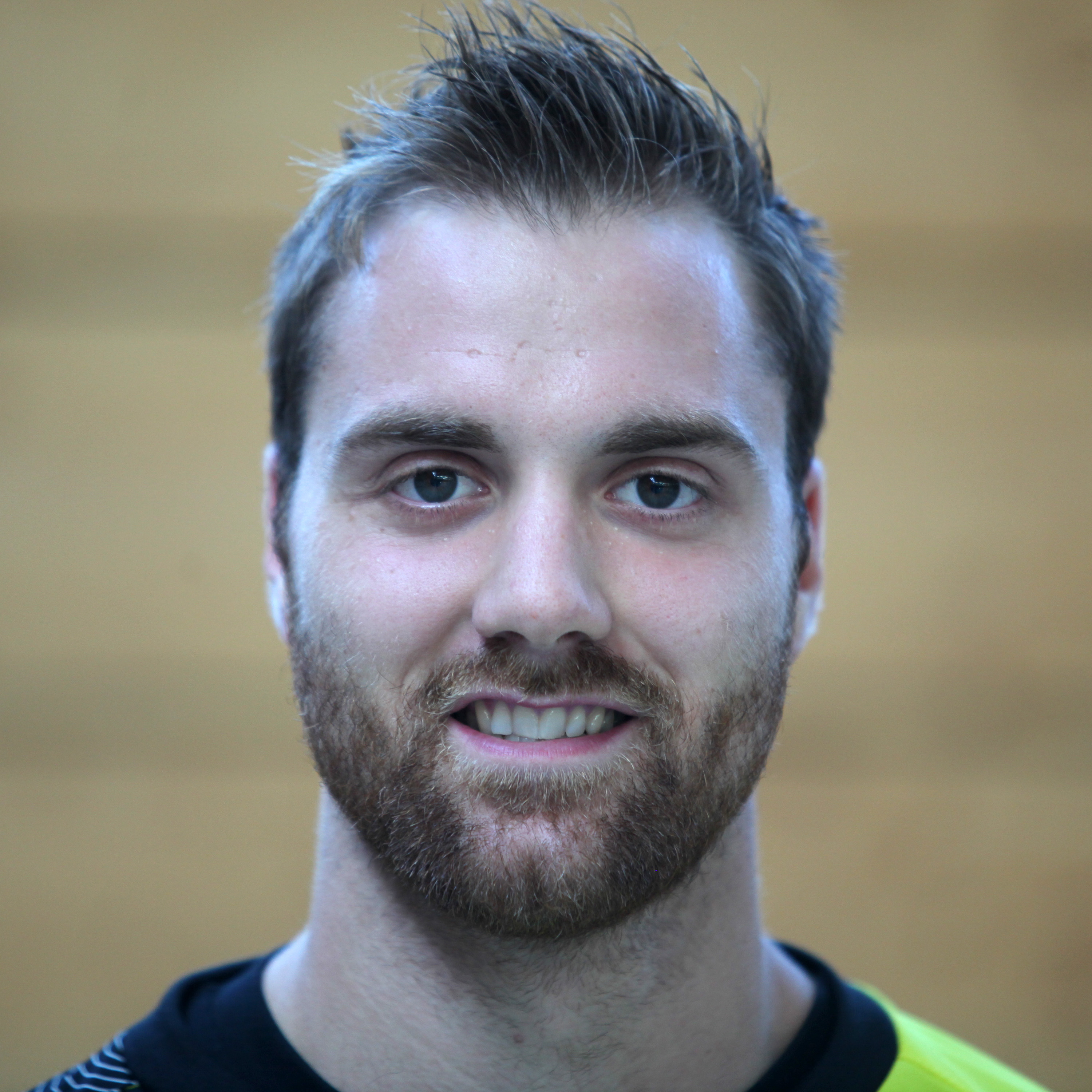
Andreas Wolff
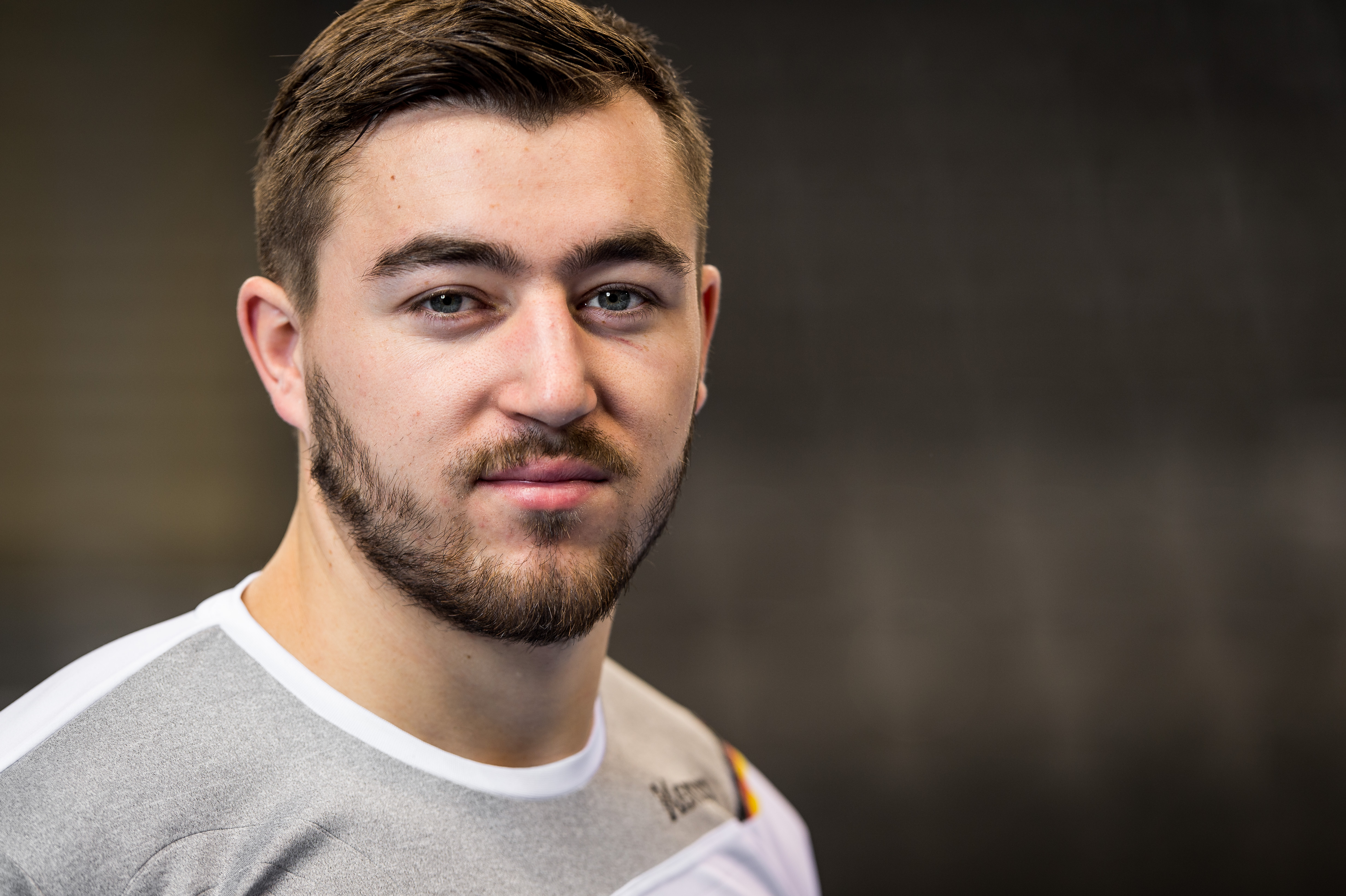
Jannik Kohlbacher

Weitere siehe: Kategorie:Handballspieler (HSG Wetzlar)

## Trainer
- Jasmin Camdzic (Co-Trainer und Torwarttrainer, seit November 2011)

Frühere Trainer:
| Name(n)                               | von     | bis     |
| ------------------------------------- | ------- | ------- |
| Momir Ilić                            | 05/2025 |         |
| Frank Carstens                        | 07/2023 | 05/2025 |
| Filip Mirkulovski / Jasmin Camdzic    | 04/2022 | 06/2023 |
| Hrvoje Horvat                         | 12/2022 | 04/2023 |
| Benjamin Matschke                     | 2021    | 11/2022 |
| Kai Wandschneider                     | 03/2012 | 2021    |
| Jochen Beppler / Gennadij Chalepo     | 2010    | 03/2012 |
| Michael Roth                          | 2009    | 2010    |
| Zoran Đorđić                          | 2009    | 2009    |
| Volker Mudrow                         | 02/2007 | 04/2009 |
| Wolfgang Klimpke / Róbert Sighvatsson | 10/2006 | 02/2007 |
| Dragan Marković                       | 2005    | 2006    |
| Martin Schwalb                        | 2005    | 2005    |
| Holger Schneider                      | 2004    | 2005    |
| Velimir Petković                      | 1998    | 2004    |
| Horst Spengler                        | 1998    | 1998    |
| Enyi Okpara / Dieter Schmidt          | 1997    | 1998    |
| Rainer Dotzauer                       | 1985    | 1990    |